# Nafoun
Nafoun est une localité du Nord de la Côte d'Ivoire et appartenant au département de Korhogo, Région des Savanes. La localité de Nafoun est un chef-lieu de commune.